# Astronia katangladensis
Astronia katangladensis är en tvåhjärtbladig växtart som beskrevs av J.F. Maxwell. Astronia katangladensis ingår i släktet Astronia och familjen Melastomataceae. Inga underarter finns listade i Catalogue of Life.